# کریستین امرتیل
کریستین امرتیل (انگلیسی: Christine Amertil؛ زادهٔ ۱۸ اوت ۱۹۷۹) دونده سرعت زن اهل باهاما بود.
وی در مسابقات کشوری و بین‌المللی در مجموع برندهٔ ۵ مدال طلا، ۶ مدال نقره، ۴ مدال برنز شده‌است.